# Hill Prince
Hill Prince (1947-1970) est un cheval de course pur-sang américain, membre du Hall of Fame des courses américaines et cheval de l'année en 1950.  

## Carrière de course
Élevé en Virginie par les époux Chenery, les futurs éleveurs de Secretariat, Hill Prince se révèle rapidement l'un des meilleurs 2 ans américain : en 1949, il remporte six de ses sept courses, ne concédant qu'une petite défaite après un départ manqué. Son succès facile dans les Cowdin Stakes, record de la piste à la clé, lui vaut l'un des trois titres de 2 ans de l'année, à une époque où cette élection n'est pas encore unifiée sous l'égide des Eclipse Awards.  
À 3 ans, deux victoires sur l'hippodrome de Jamaica dans le Queens, le propulsent favori du Kentucky Derby. Dans les Wood Memorial Stakes, il devance un autre "2 ans de l'année", le Middleground, alias "la terreur du Texas", un poulain né à King Ranch, le plus grand ranch du monde (dont la superficie est égale à celle du Luxembourg). Mais dans la plus grande des courses américaines, c'est le Texan qui s'impose, Hill Prince tenant sa revanche une semaine plus tard, il tient sa revanche en remportant nettement les Withers Stakes, puis surclasse de cinq longueur Middleground dans les Preakness Stakes. Battu mais bon troisième pour sa première sortie face aux chevaux d'âge dans le Suburban Handicap, il retrouve ses contemporains pour la conclusion de la Triple couronne 1950 dans les Belmont Stakes. Cette fois, c'est son rival Middleground qui s'impose, tandis que Hill Prince est nettement battu. Les deux compères se retrouvent aux prises une dernière fois, dans le Jerome Handicap, dans lequel Hill Prince aura le dernier mot, dans l'amertume : Middleground se blesse durant le parcours et retourne à King Ranch pour y devenir un médiocre étalon. Hill Prince, lui, poursuit sa brillante carrière, s'adjugeant notamment la Jockey Club Gold Cup, avant de traverser les États-Unis jusqu'en Californie, où il termine sa saison par un succès dans le Sunset Handicap. À la fin de l'année, le titre de cheval de l'année est unifié et lui revient.  
Resté à l'entraînement à 4 ans, toujours monté par son fidèle jockey, le grand Eddie Arcaro, il se montre moins tranchant, mais parvient à remporter le New York Handicap et à titiller dans la Jockey Club Gold Cup son cadet Counterpoint, qui lui succèdera au titre de cheval de l'année 1951. Il réussit encore à s'imposer à 6 ans, en Californie, à Santa Anita, dans le San Marcos Handicap, avant qu'une blessure contractée dans le Santa Anita Handicap ne précipite la fin de sa carrière. Hill Prince est introduit au Hall of Fame des courses américaines en 1991, et figure à la 75ème place sur la liste 100 meilleurs chevaux de sport hippique américain du XXe siècle établie en 1999 par le magazine The Blood-Horse.  

### Résumé de carrière
| Date         | Hippodrome        | Pays        | Course                    | Distance    | Jockey       | Place       | Écart       | Vainqueur ou deuxième |
| 1949, 2 ans  | 1949, 2 ans       | 1949, 2 ans | 1949, 2 ans               | 1949, 2 ans | 1949, 2 ans  | 1949, 2 ans | 1949, 2 ans | 1949, 2 ans           |
| ------------ | ----------------- | ----------- | ------------------------- | ----------- | ------------ | ----------- | ----------- | --------------------- |
| 2 juillet    | Aqueduct          | États-Unis  | Maiden                    | 1 100 m     | Eddie Arcaro | 1er / 10    | 7           | Black Wizard          |
| 9 juillet    | Monmouth Park     | États-Unis  | General Race              | 1 100 m     | D. Dodson    | 1er / 7     | 2           | Ferd                  |
| 27 juillet   | Monmouth Park     | États-Unis  | Sapling Stakes            | 1 200 m     | Eddie Arcaro | 2e / 7      | 1           | Casemate              |
| 3 août       | Monmouth Park     | États-Unis  | General Race              | 1 200 m     | D. Dodson    | 1er / 7     | 1           | Jersey Queen          |
| 13 août      | Atlantic City     | États-Unis  | World's Playground Stakes | 1 200 m     | D. Dodson    | 1er / 8     | 5           | Attention Mark        |
| 7 septembre  | Aqueduct          | États-Unis  | Babylon Handicap          | 1 200 m     | Eddie Arcaro | 1er / 11    | 2           | Miss Degree           |
| 14 septembre | Aqueduct          | États-Unis  | Cowdin Stakes             | 1 300 m     | Eddie Arcaro | 1er / 6     | 2 ½         | Selector              |
| 1950, 3 ans  |                   |             |                           |             |              |             |             |                       |
| 5 avril      | Jamaica           | États-Unis  | Free Handicap             | 1 200 m     | Eddie Arcaro | 1er / 7     | 1 ¼         | Starecase             |
| 15 avril     | Jamaica           | États-Unis  | Free Handicap             | 1 700 m     | Eddie Arcaro | 9e / 11     | 20          | Lotowhit              |
| 22 avril     | Jamaica           | États-Unis  | Wood Memorial Stakes      | 1 700 m     | D. Dozon     | 1er / 11    | 2           | Middleground          |
| 6 mai        | Churchill Downs   | États-Unis  | Kentucky Derby            | 2 000 m     | Eddie Arcaro | 2e / 14     | 1 ¼         | Middleground          |
| 13 mai       | Belmont Park      | États-Unis  | Withers Stakes            | 1 600 m     | Eddie Arcaro | 1er / 7     | 1 ½         | Middleground          |
| 20 mai       | Pimlico           | États-Unis  | Preakness Stakes          | 1 900 m     | Eddie Arcaro | 1er / 6     | 5           | Middleground          |
| 30 mai       | Belmont Park      | États-Unis  | Suburban Handicap         | 2 000 m     | H. Woodhouse | 3e / 7      | 2 ¾         | Loser Weeper          |
| 10 juin      | Belmont Park      | États-Unis  | Belmont Stakes            | 2 400 m     | Eddie Arcaro | 7e / 9      | 4           | Middleground          |
| 24 juin      | Aqueduct          | États-Unis  | Dwyer Stakes              | 2 000 m     | Eddie Arcaro | 2e / 5      | 1 ½         | Greek Song            |
| 26 août      | Washington Park   | États-Unis  | American Derby            | 2 000 m     | Eddie Arcaro | 1er / 9     | 1 ½         | All Blue              |
| 20 septembre | Belmont Park      | États-Unis  | Jerome Handicap           | 1 600 m     | Eddie Arcaro | 1er / 13    | 4           | Greek Ship            |
| 7 octobre    | Belmont Park      | États-Unis  | Jockey Club Gold Cup      | 3 200 m     | Eddie Arcaro | 1er / 5     | 4           | Noor                  |
| 23 novembre  | Hollywood Park    | États-Unis  | Thanksgiving Handicap     | 1 700 m     | Eddie Arcaro | 3e / 10     | tête        | Your Host             |
| 9 décembre   | Hollywood Park    | États-Unis  | Hollywood Gold Cup        | 2 000 m     | Eddie Arcaro | 3e / 8      | 4           | Noor                  |
| 16 décembre  | Hollywood Park    | États-Unis  | Sunset Handicap           | 1 800 m     | Eddie Arcaro | 1er / 10    | 2/4         | Next Move             |
| 1951, 4 ans  |                   |             |                           |             |              |             |             |                       |
| 15 septembre | Aqueduct          | États-Unis  | Handicap Race             | 1 200 m     | Eddie Arcaro | 3e / 7      | 5 ½         | Tea-Maker             |
| 24 septembre | Belmont Park      | États-Unis  | General Race              | 1 600 m     | Eddie Arcaro | 1er / 4     | 5           | Sheila's Reward       |
| 29 septembre | Belmont Park      | États-Unis  | New York Handicap         | 1 800 m     | Eddie Arcaro | 1er / 8     | 5           | One Hitter            |
| 13 octobre   | Belmont Park      | États-Unis  | Jockey Club Gold Cup      | 3 200 m     | Eddie Arcaro | 2e / 5      | tête        | Counterpoint          |
| 20 octobre   | Jamaica           | États-Unis  | Empire City Gold Cup      | 2 600 m     | Eddie Arcaro | 2e / 4      | 1 ¼         | Counterpoint          |
| 3 novembre   | Garden State Park | États-Unis  | Trenton Handicap          | 1 800 m     | Eddie Arcaro | 4e / 8      | 5 ¼         | Call Over             |
| 1952, 5 ans  |                   |             |                           |             |              |             |             |                       |
| 9 février    | Santa Anita       | États-Unis  | San Marcos Handicap       | 1 600 m     | Eddie Arcaro | 1er / 11    | 2           | Bryan G.              |
| 1er mars     | Santa Anita       | États-Unis  | Santa Anita Handicap      | 2 000 m     | Eddie Arcaro | 5e / 15     | 8 ¾         | Miche                 |

## Au haras
À l'issue de sa carrière sur les pistes, Hill Prince rejoint le plus prestigieux haras américain, Claiborne Farm dans le Kentucky, où il réussit une belle reconversion, surtout comme père de mères, puisqu'à ce titre on lui doit deux membres du Hall of Fame, les championnes Shuvee et Dark Mirage, les deux premières lauréates de la triple couronne des pouliches en 1968 et 1969. Victime d'une crise cardiaque en 1970, il est enterré dans son haras natal, Meadow Stud, en Virginie. 

## Origines
Hill Prince est un fils du grand Princequillo, auteur d'un autre Hall of Famer, Round Table, et père de mère des légendes Mill Reef et Secretariat. Sa mère, Hildene était une fabuleuse poulinière puisqu'elle donna plusieurs bons chevaux dont First Landing, élu 2 ans de l'année en 1958, vainqueur des Champagne Stakes et troisième du Kentucky Derby.

### Pedigree
| Origines de Hill Prince (USA), mâle bai né en 1947 | Origines de Hill Prince (USA), mâle bai né en 1947 | Origines de Hill Prince (USA), mâle bai né en 1947 | Origines de Hill Prince (USA), mâle bai né en 1947 |
| -------------------------------------------------- | -------------------------------------------------- | -------------------------------------------------- | -------------------------------------------------- |
| Père Princequillo                                  | Prince Rose                                        | Rose Prince                                        | Prince Palatine                                    |
| Père Princequillo                                  | Prince Rose                                        | Rose Prince                                        | Eglantine                                          |
| Père Princequillo                                  | Prince Rose                                        | Indolence                                          | Gay Crusader                                       |
| Père Princequillo                                  | Prince Rose                                        | Indolence                                          | Barrier                                            |
| Père Princequillo                                  | Cosquilla                                          | Papyrus                                            | Tracery                                            |
| Père Princequillo                                  | Cosquilla                                          | Papyrus                                            | Miss Matty                                         |
| Père Princequillo                                  | Cosquilla                                          | Quick Thought                                      | White Eagle                                        |
| Père Princequillo                                  | Cosquilla                                          | Quick Thought                                      | Mindful                                            |
| Mère Hildene                                       | Bubbling Over                                      | North Star                                         | Sunstar                                            |
| Mère Hildene                                       | Bubbling Over                                      | North Star                                         | Angelic                                            |
| Mère Hildene                                       | Bubbling Over                                      | Beaming Beauty                                     | Sweep                                              |
| Mère Hildene                                       | Bubbling Over                                      | Beaming Beauty                                     | Bellisario                                         |
| Mère Hildene                                       | Fancy Racket                                       | Wrack                                              | Robert Le Diable                                   |
| Mère Hildene                                       | Fancy Racket                                       | Wrack                                              | Samphire                                           |
| Mère Hildene                                       | Fancy Racket                                       | Ultimate Fancy                                     | Ultimus                                            |
| Mère Hildene                                       | Fancy Racket                                       | Ultimate Fancy                                     | Idle Fancy (famille 9-b)                           |